# Sada Williams
Sada Williams   (Parròquia de Saint Philip, Barbados, 1 de desembre de 1997) és una atleta de velocitat barbadiana, que està especialitzada en les proves dels 200 metres llisos i 400 metres llisos. Ha participat en dues Olimpíades i ha aconseguit 2 medalles de bronze en els Campionats del Món. La medalla de bronze aconseguida en el Campionat del Món d'Oregon de 2022, la va convertir en la primera dona barbadiana en guanyar una medalla en un mundial d'atletisme. Actualment té els rècords nacionals de 200m i 400m llisos
L'atleta es va donar a conèixer en els Carifta Games sub-18 de 2014, guanyant la prova de 400m amb només 16 anys. A partir d'aquí, va destacar en diferents campionats mundials juvenils. L'any 2017 es classifica per primera vegada per un Campionat del Món d'Atletisme en l'especialitat dels 200m, tot i que no aconsegueix passar a les semifinals. 2 anys més tard, competint en els 400m, obté la 6a posició a la final dels Jocs Panamericans de Lima i arriba a les semifinals en el Campionat del Món de Doha de 2019, aconseguint la seva millor marca fins al moment.
L'any següent, aconsegueix per primera vegada anar als Jocs Olímpics de Tòquio de 2021. Tot i quedar tercera en una de les semifinals, no va aconseguir classificar-se per la gran final de la prova, tot i aconseguir el rècord nacional del seu país. El 2022, al Campionat del Món d'Eugene de 2022, aconsegueix la medalla de bronze en la prova dels 400 metres llisos. Un any més tard aconseguia de nou la medalla de bronze en el Campionat del Món de Budapest 2023.
En els Jocs Olímpics de París 2024, aconseguia ser la primera dona del país caribeny en classificar-se per la final atlètica d'unes Olimpíades. En la final acabava en la 7a posició, amb una marca de 49.83 segons.

## Marques personals
| Disciplina     | Marca    | Seu                     | Data               |
| -------------- | -------- | ----------------------- | ------------------ |
| 100m llisos    | 11.66    | Saint Michael, Barbados | 25 febrer 2017     |
| 200m llisos    | 22.59 NR | Spanish Town            | 9 de març de 2024  |
| 400m llisos    | 49.58 NR | Budapest                | 21 d'agost de 2023 |
| 4x400m relleus | 3:31.72  | Toronto, Canadà         | 24 juliol 2015     |

## Trajectòria professional
| Any  | Competició               | Seu                 | Prova  | Posició  | Marca    |
| ---- | ------------------------ | ------------------- | ------ | -------- | -------- |
| 2014 | Campionat del Món Sub-20 | Oregon, EUA         | 200m   | 23a (sf) | 24.37    |
| 2014 | Jocs Olímpics Juvenils   | Nanjing, Xina       | 400m   | 8a       | 54.93    |
| 2015 | Jocs Panamericans        | Toronto, Canadà     | 4x400m | DQ (f)   | 3:31.72  |
| 2016 | Campionat del Món Sub-20 | Bydgoszcz, Polònia  | 200m   | 8a (f)   | DNF      |
| 2017 | Campionat del Món        | Londres, Regne Unit | 200m   | 30a (h)  | 23.55    |
| 2019 | Jocs Panamericans        | Lima, Perú          | 400m   | 6a       | 52.25    |
| 2019 | Campionat del Món        | Doha, Qatar         | 400m   | 10a (sf) | 51.31    |
| 2021 | Jocs Olímpics            | Tòquio, Japó        | 400m   | 9a (sf)  | 50.11    |
| 2022 | Campionat del Món        | Oregon, EUA         | 400m   | 3a       | 49.75 NR |
| 2023 | Campionat del Món        | Budapest, Hongria   | 400m   | 3a       | 49.58 NR |
| 2024 | Jocs Olímpics            | París, França       | 400m   | 7a       | 49.60    |